# Buslijn 67 (Rotterdam)
Buslijn 67 is een buslijn in de gemeente Rotterdam en wordt geëxploiteerd door de RET. De lijn verbindt het ov-knooppunt en winkelcentrum Zuidplein over de Dorpsweg met Pendrecht. De lijn is een zogenaamde "Gemaksbus", wat inhoudt dat de frequentie en dienstregeling zijn afgestemd op de vervoersvraag.

## Geschiedenis

### Lijnen 54, 58 en 47
Door de naoorlogse wijk Pendrecht reed in de jaren '50 buslijn 54. Deze reed vanaf de Katendrechtse Lagedijk naar Pendrecht en terug, als ringlijn. Deze lijn werd in 1958 samengevoegd met een andere lijn tot één buslijn: lijn 47. Gereden werd er vanaf de Katendrechtse Lagedijk via Pendrecht en Zuidwijk naar de 2e Rosestraat. Een jaar later werd de route: 2e Rosestraat via de Dordtsestraatweg naar Pendrecht (Ossenisseweg). Daarnaast was er een aparte buslijn (lijn 58) die Pendrecht via de Maastunnel verbond met het stadscentrum (Rochussenstraat).

### Komst van de metro: lijn 66
Door de opening van de metrolijn van Rotterdam Centraal naar Zuidplein in 1968 zorgde dit voor ingrijpende veranderingen binnen het Rotterdamse busnet. De buslijnen 47 en 58 verdwenen en voor hen kwamen de lijnen 66 en 77 in de plaats. Vooral lijn 66 werd in de loop der jaren door de wijkbewoners genoemd als de bus naar Pendrecht. Oorspronkelijk was het eindpunt aan de andere kant van de lijn het Stieltjesplein, maar heeft ook enige tijd bij de Peperklip, op het Wilhelminaplein, bij Rijnhaven en op Katendrecht gelegen. Zo'n 35 jaar bleef Pendrecht het eindpunt van de lijn.

### Bezuinigingen
In 2003 zorgen bezuinigingen binnen de RET ervoor dat de lijn 77 in zijn geheel verdwijnt en dat lijn 66 wordt ingekort tot Zuidplein en hierdoor dus ook verdwijnt uit Pendrecht. Tussen 2004 en 2005 reed er een buslijn (lijn 47) van het oude eindpunt van lijn 66 naar Keizerswaard via de Slinge. De rechtstreekse verbinding met het Zuidplein was verdwenen.
Om tegemoet te komen aan de wensen van de wijkbewoners werd buslijn 67 ingesteld per 10 januari 2005. Met deze lijn werd de verbinding met het Zuidplein hersteld. De route loopt nu over de Kerkwervesingel, Oldegaarde, Groene Kruisweg, Dorpsweg, Wielewaalstraat en Carnissesingel. Met de invoering van het Frequentnet in 2008 behoorde lijn 67 tot de Frequentbus (met rood aangegeven op de haltepalen en lijnkaarten) wat inhoudt dat er overdag vaker wordt gereden. Met ingang van de dienstregeling van 2011 kreeg lijn 67 de blauwe aanduiding Gemaksbus. De dagelijkse dienst bleef wel bestaan. Sinds 2021 wordt er alleen nog in de spitsuren gereden.